# Altro tiro, altro giro, altro regalo
Altro giro, altro tiro, altro regalo. O anche di quando, come (e soprattutto perché), ho imparato ad amare il gioco è un saggio sportivo sul basket scritto da Flavio Tranquillo nel 2014, edito da Baldini & Castoldi (Milano). 

## Contenuto
Il libro è un saggio sulla pallacanestro, che ripercorre le esperienze vissute dall'autore legate al mondo del basket coniugandone le due anime, quella personale e quella cestistica..
Il saggio è diviso in 4 capitoli principali che, in linea con il mondo cestistico e con la divisione dei tempi di gioco di una partita, vengono chiamati quarti. Introduzione e conclusioni prendono il nome, rispettivamente, di Pregame - Palla a due e Overtime - Postgame.

### Pregame
In questa breve introduzione l'autore descrive l'incontro con il mondo del basket e la nascita della sua forte passione per il gioco.

### Palla a due - Basket, istruzioni per l'uso
Questa sezione analizza il basket come sport, descrivendo tutti gli aspetti della sua diffusione in Italia. L'autore suggerisce sue opinioni per favorire una conoscenza più ampia e diffusa del gioco, sottolineando i pregi e le qualità della pallacanestro.

### Primo quarto - Giocatori
Il primo capitolo si concentra sui giocatori, sull'importanza della squadra e del gioco corale per l'ottenimento di risultati e vittorie. L'autore analizza il ruolo dei singoli in relazione alle squadre d'appartenenza, riporta le sue esperienze sia di pallacanestro europea che di basket NBA, raccontando aneddoti di incontri e giocate storiche. Il capitolo prosegue con la descrizione di 12 giocatori che Tranquillo inserisce nella sua "dozzina speciale"

### Secondo quarto - Allenatori
La narrazione prosegue nel secondo capitolo del ruolo dell'allenatore. L'autore si sofferma sul ruolo, fondamentale per ogni sport, analizzandolo sotto vari aspetti. Dalla figura dell'allenatore come elemento centrale carico di responsabilità, passando per il rapporto tra tecnico, assistente e staff di supporto, l'importanza della preparazione teorica ed il legame tra quest'ultima e la pratica sul campo. Sono tutte sfumature che l'autore descrive e delle quali presenta molti aneddoti e descrizioni.

### Terzo quarto - Arbitri
Protagonisti di questo capitolo, gli arbitri vengono analizzati e raccontati da diversi punti di vista, mettendo al centro comunque il carattere indispensabile del ruolo e sottolineando il valore etico con il quale la figura dell'arbitro va considerata. Tranquillo riporta la sua esperienza personale come arbitro e racconta degli eventi di Baskettopolidel 2007.

### Quarto quarto - Media
Nell'ultimo capitolo l'autore descrive la sua carriera nel mondo dei media attraverso un riepilogo storico dei vari passaggi che ha compiuto durante la sua carriera. Racconta del suo incontro con Federico Buffa grazie al quale entra nel mondo delle radiocronache. Il racconto prosegue con molti aneddoti delle prime esperienze, il passaggio alla carta stampata fino ad arrivare alla crescita nella professione con l'arrivo nel mondo NBA.

### Overtime
In questo capitolo conclusivo l'autore da una sua idea sul libro stesso, descrivendo i perché e le motivazioni della sua narrazione.

### Postgame
In quest'ultima sezione del libro sono riportare citazioni riguardanti Flavio Tranquillo espresse da varie personalità della cultura e dello spettacolo.